# 门松

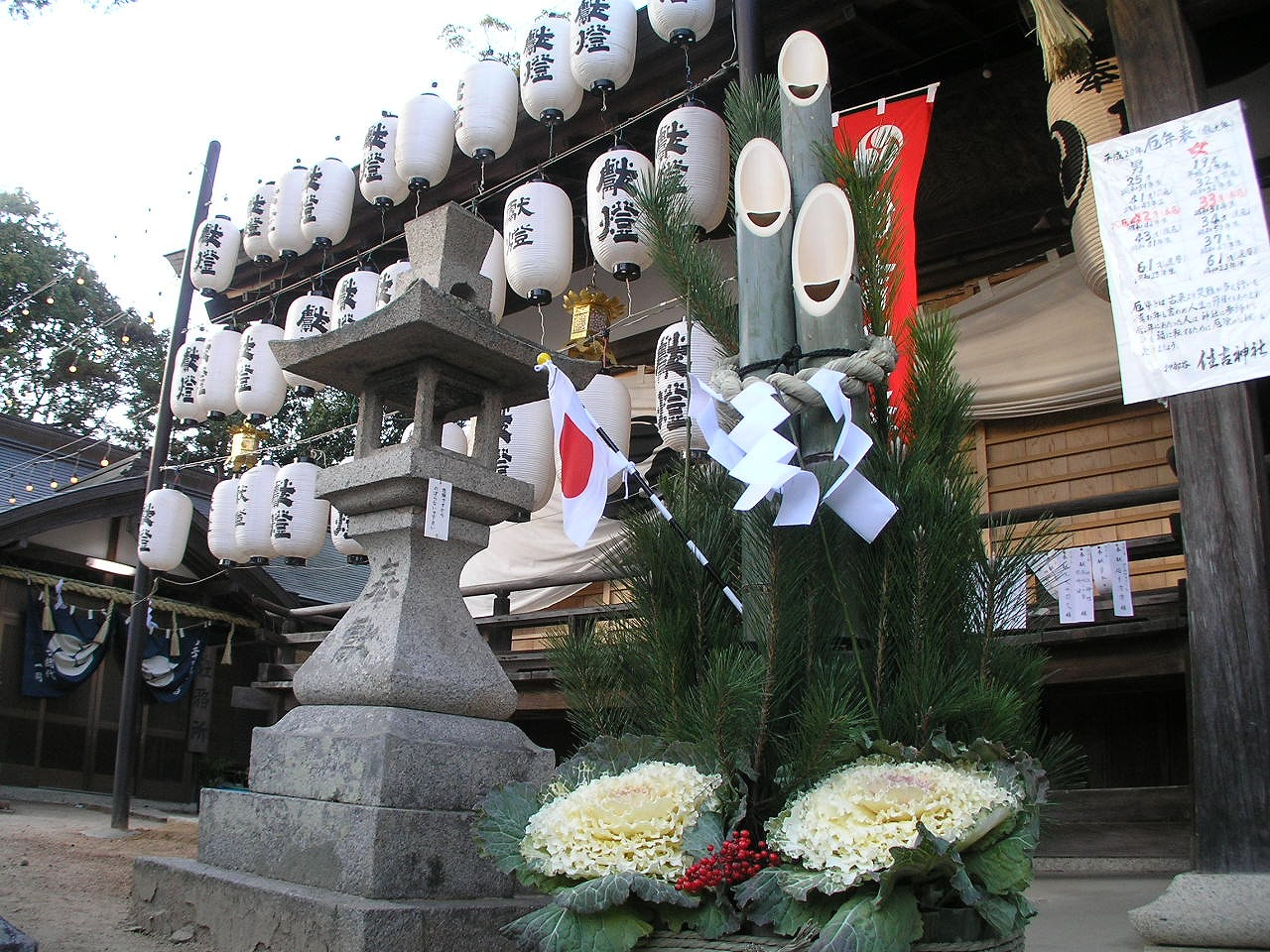
神社入口处所装饰的门松。
住吉神社 (神户市西区)（日本 兵库县 神户市 西区）

门松（日语：／ Kadomatsu）是日本 正月期间立于家门口旁边由松樹与竹子制成的正月饰。它们也被称为“松飾”（松飾り）、“飾松”（飾り松）、“立松”（立て松）。这是日本新年的季语。可能由中國新年於門前插松枝的習俗演變而成。
在古代，日本人认为神灵是居住在树木上的。因此门松有将年神迎回家成为其依代的意思。据说“青松象征千岁，翠竹代表万代”，故而门松有松竹意为祈求神灵永远庇护自己的家族。

## 发展历史
松树是常绿 乔木，即便在冬季也是枝繁叶茂，因而被视为“新生命力”的象征。 古代日本人认为神灵会寄住在常绿乔木上，因此松树就成了被祭祀的树木之一；而在中国，松树也被认为是生命力、长生不老和繁荣的象征。

## 放置期间
门松大多被认为要从12月13日以后进行放置。如果在12月29日装饰的话被称为「二重苦」，而且9是月末的日子又与日文“苦”字同音，视为“苦等”的意思，又称“苦松”因此不吉利。又或者在大年三十的12月30日，12月31日放置的话被叫作「一夜饰」（一夜飾り）「一日飾」（一日饰り），视为对神明的敷衍怠慢，因此都会避开。

### 出典
1. ↑  新村出 (编).  第五版. 岩波書店. 1998  [2020-01-03]. ISBN 9784000801119.
2. ↑  Frieda Fischer; 安藤勉 (译). . 讲谈社. 2002-07-01: 164  [2020-01-03]. ISBN 9784061595569.
3. ↑  鷲尾紀吉; 劉明. . 中央学院大学人間・自然論叢. 2009-07-01: 3–22  [2020-01-03].

### 文献
- 喜多川守貞; 朝倉治彦; 柏川修一. . 東京堂出版. 1992  [2020-01-03].
- NHK データ情報部. . 雄山閣出版. 1991  [2020-01-03].
- 三谷一馬.  再版. 中央公論新社. 1998  [2020-01-03].
- 渡辺信一郎. . 東京堂出版. 2000-0730  [2020-01-03].